# POWER6
A POWER6 egy 64 bites, kétmagos, IBM fejlesztésű mikroprocesszor, mely a Power ISA v.2.03 kiadását implementálja. 2007-ben jelent meg az őt használó rendszerekben, és átvette a zászlóshajó szerepét az IBM POWER5+ processzoroktól. Ez a típus az „eCLipz” projekt része, melynek kimondott célja, hogy azonos irányba terelje az IBM különféle szerver-hardvereit, ahol ez indokolt (innen az „ipz” a rövidítésben: iSeries, pSeries, és zSeries).

## Történet
A POWER6 processzort először a 2006 februárjában tartott Nemzetközi Szilárdtest-Áramköri Konferencián (International Solid-State Circuits Conference, ISSCC) írták le röviden, melyhez további részletek járultak a 2006 októberi Microprocessor Forum és a következő 2007 februári ISSCC rendezvényeken.
Formálisan 2007. május 21-én jelentették be,
és 2007. június 8-án bocsátották ki 3,5, 4,2 és 4,7 GHz órajelű modellekben.
A cég már ekkor halkan megjegyezte, hogy a prototípusok elérték a 6 GHz-es órajelet.
A POWER6 2005 közepén került a szilíciumcsipen történő megvalósítás fázisába,
és 2008 májusában jelentek meg az első 5,0 GHz-es csipek, a P595 bevezetésével.

## Leírás
A POWER6 egy kétmagos processzor. Mindkét mag képes a kétutas szimultán többszálas végrehajtásra (SMT). A POWER6 közel 790 millió tranzisztorból áll 341 mm²-es felületen, és 65 nm-es folyamattal készül. A POWER5 processzortól való jelentős eltérés, hogy a POWER6 az utasításokat sorrendben hajtja végre, sorrenden kívüli végrehajtás helyett. Ez a változtatás gyakran megköveteli a szoftver újrafordítását az optimális teljesítmény érdekében, de a POWER6 még így is jelentős teljesítményjavulást ér el a POWER5+-szal szemben, még változatlan szoftverrel is, a POWER6 projekt vezető mérnökei szerint.
A POWER6 még az ViVA-2 technika (a Virtuális Vektor-Architektúra rövidítése) előnyeit is kihasználja, ami lehetővé teszi, hogy több POWER6 csomópont kombinációja egyetlen vektorprocesszorként működjön együtt.
Mindegyik mag két fixpontos egységgel, két bináris lebegőpontos egységgel, egy AltiVec egységgel és egy újszerű decimális lebegőpontos egységgel rendelkezik. A bináris lebegőpontos egység felépítésében sok architekturális áramköri technikát ötvöztek, hogy megvalósítsák a 6 ciklusos, 13-FO4 késleltetésű futószalagot, egy belső cikk állítása szerint. Az IBM konkurenseinek szervereivel ellentétben, a POWER6 hardveresen támogatja az IEEE 754 szabványnak megfelelő decimális aritmetikát, és ez az első mikroprocesszor, amely szilíciumon megvalósított decimális lebegőpontos egységet tartalmaz. A processzorban több mint 50 új lebegőpontos utasítás kezeli a decimális matematikát és a konverziókat a bináris és decimális adatformátumok között. Ezt a vonást a System z10 rendszerekben megjelenő z10 processzor is tartalmazza.
A magok egy 64 KiB-os négyutas csoport-asszociatív utasítás-gyorsítótárral és egy egy nyolcutas csoport-asszociatív kialakítású 64 KiB-os adat-gyorsítótárral rendelkeznek, amelyekhez egy ciklusonként két független 32 bites olvasást, vagy egy 64 bites írást lehetővé tevő két fokozatú futószalaggal csatlakoznak. Mindegyik magnak van egy fél-privát (nem teljesen kizárólagos használatú) 4 MiB méretű egyesített L2 gyorsítótára, ahol a gyorsítótár egy adott maghoz van rendelve, de a másik is gyors hozzáféréssel rendelkezik. A két mag egy 32 MiB-os L3 gyorsítótáron osztozik, ami a magon kívül helyezkedik el, amit egy 80 GiB/s sínen keresztül érnek el.
A POWER6 max. 31 további processzorhoz kapcsolódhat két csomópontok-közti összeköttetés használatával (50 GiB/s), és magonként max. 10 logikai partíciót támogat (egészen az egy rendszerben elérhető 254-es határig). A rendszerben található még egy szervizprocesszor-interfész, amely figyeli és kiigazítja a teljesítmény és fogyasztás ingadozásait a beállított paramétereknek megfelelően.
Az IBM emellett egy 5 GHz-es kihasználtság-javító órajel-elosztó hálózatot is beépített a processzorba. A hálózatban réz elosztóvezetékeket alkalmaznak, 3 µm széles és 1,2 µm-es vastagságú rétegben. A POWER6 kialakítás kettős tápegységeket használ, egy logikai táp-/áramforrást a 0,8-től 1,2 voltig terjedő tartományban és egy SRAM tápegységet, körülbelül 150 mV-tal magasabb feszültségen.
A POWER6 hőtechnikai jellemzői hasonlóak a POWER5-éhoz. Dr. Frank Soltis, az IBM egyik vezető tudósa közölte, hogy az IBM megoldotta a magas frekvenciához társuló áramszivárgási problémákat, 90 és 65 nm-es részek kombinációjának alkalmazásával a POWER6 csipekben.

### POWER6+
A kissé továbbfejlesztett POWER6+ hivatalosan 2009 áprilisában volt bemutatva, de már 2008 októbere óta szállították a Power 560 és 570 rendszerekben. Ez több memóriakulcsot biztosított a biztonságos memóriapartíciókhoz, ami egy az IBM nagyszámítógép-processzoraiból átvett jellemző.

## Termékek
A dolgok 2008-as állása szerint a POWER6 rendszerek választékát az „Express” modellek (520, 550 és 560) és az „Enterprise” modellek (570 és 595) alkotják.
A különféle modellek tetszőleges méretű üzleti tevékenység kiszolgálására voltak tervezve. Például, az 520 Express modellt kisvállalkozások számára, míg a Power 595-öt nagy, többfeladatú adatközpontok számára ajánlják. A fő különbség az Express és Enterprise modellek között az, hogy az utóbbi magában foglalja a Capacity Upgrade on Demand (CUoD) lehetőséget és működés közben csatlakoztathatók a processzorokat és memóriákat tartalmazó „könyvek” (az IBM nagygépekben a processzorokat és egyéb elemeket tartalmazó modulok).
| Név         | foglalatok száma | magok száma | CPU frekvencia   |
| ----------- | ---------------- | ----------- | ---------------- |
| 520 Express | 2                | 4           | 4,2 GHz, 4,7 GHz |
| 550 Express | 4                | 8           | 4,2 GHz, 5,0 GHz |
| 560 Express | 8                | 16          | 3,6 GHz          |
| 570         | 8                | 16          | 4,4 GHz, 5,0 GHz |
| 570         | 16               | 32          | 4,2 GHz          |
| 575         | 16               | 32          | 4,7 GHz          |
| 595         | 32               | 64          | 4,2 GHz, 5,0 GHz |

Az IBM négy POWER6 alapú blade szervert is kínál. A specifikációkat az alábbi táblázat mutatja.
| Név              | magok száma | CPU frekvencia | szükséges blade rések száma |
| ---------------- | ----------- | -------------- | --------------------------- |
| BladeCenter JS12 | 2           | 3,8 GHz        | 1                           |
| BladeCenter JS22 | 4           | 4,0 GHz        | 1                           |
| BladeCenter JS23 | 4           | 4,2 GHz        | 1                           |
| BladeCenter JS43 | 8           | 4,2 GHz        | 2                           |

Minden blade támogatja az AIX, i, és Linux rendszereket. A BladeCenter S és H sasszi (készülékház) AIX, i, és Linux rendszereket futtató blade-eket támogat. A BladeCenter E, HT, és T sasszi támogatja az AIX-et és Linuxot futtató blade-eket, de az i-t nem.
A 2007-es renói SuperComputing konferencián (SC07) leplezték le az vízhűtéses Power 575-öt . Ez a rendszer 575 2U „csomópontokból” van összeállítva, mindegyik 32 4,7 GHz-en futó POWER6 magot és legföljebb 256 GiB RAM-ot tartalmazhat. Max. 448 mag installálható egy keretben.
| Név    | magok száma | CPU frekvencia | vezérlők száma |
| ------ | ----------- | -------------- | -------------- |
| DS8700 | 2, 4        | 4,7 GHz        | 1, 2           |
| DS8800 | 2, 4, 8     | 5,0 GHz        | 1, 2           |

## Fordítás
Ez a szócikk részben vagy egészben  a   POWER6 című angol Wikipédia-szócikk ezen változatának fordításán alapul.  Az eredeti cikk szerkesztőit annak laptörténete sorolja fel. Ez a jelzés csupán a megfogalmazás eredetét és a szerzői jogokat jelzi, nem szolgál a cikkben szereplő információk forrásmegjelöléseként.

### Szakirodalom
- POWER Roadmap, IBM, Oct 2006
- IBM POWER6 Reliability, IBM, Nov 2007
- IBM POWER6 microprocessor physical design and design methodology, IBM, Nov 2007
- EnergyScale for IBM POWER6 microprocessor based systems, IBM, Nov 2007
- System power management support in the IBM POWER6 microprocessor, IBM, Nov 2007
- IBM POWER6 microarchitecture, IBM, Nov 2007
- IBM POWER6 SRAM arrays, IBM, Nov 2007
- IBM POWER6 accelerators: VMX and DFU, IBM, Nov 2007
- "POWER: The Sixth Generation". (30 October 2006). Microprocessor Report.